# Cliffortia strobilifera
Cliffortia strobilifera är en rosväxtart som beskrevs av Carl von Linné. Cliffortia strobilifera ingår i släktet Cliffortia och familjen rosväxter. Inga underarter finns listade i Catalogue of Life.